# شیوا مقانلو
شیوا مقانلو (زادهٔ ۱۳۵۴، مشهد) نویسنده، مترجم، منتقد ادبی و هنری و استاد دانشگاه ساکن تهران است.
مقانلو تحصیلات دانشگاهی خود را در سال ۱۳۷۶ در دانشکدهٔ سینما و تئاتر دانشگاه هنر آغاز کرد و در سال ۱۳۸۰ در رشتهٔ تدوین فارغ‌التحصیل شد. همان سال به عنوان نفر اول آزمون سراسری کارشناسی ارشد کشور در گروه هنر، به ادامه تحصیل در رشته سینما در همان دانشکده پرداخت و در سال ۱۳۸۲ با ارائه پایان‌نامه با موضوع «پست فمینیسم و سینما» فارغ‌التحصیل شد. چندی بعد نیز با رتبه یک (بخش مصاحبه) آزمون دکتری رشته فلسفه هنر، دانشگاه آزاد تهران واحد علوم و تحقیقات، قبول شد اما به خاطر مطلوب ندیدن شرایط آموزشی از ادامه دکتری انصراف داد.
وی پس از فارغ‌التحصیلی، به عنوان استاد پاره وقت با دانشگاه هنر تهران و دانشگاه سوره در تهران همکاری داشته و در رشته‌های تحلیل فیلم، تحلیل فیلمنامه، مکاتب ادبی جهان و داستان‌نویسی تدریس کرده است؛ همچنین این رشته‌ها و حوزه‌های مشابه را در مؤسسات خصوصی معتبر، و نیز ورکشاپ‌ها و کلاس‌های آموزشی تخصصی در شهرستان‌های مختلف ایران آموزش داده است.
مقانلو نویسندگی و پژوهش چند برنامهٔ تخصصی سینمایی در صدا و سیمای جمهوری اسلامی ایران، از جمله برنامه‌های «سینما ۵» (شبکه ۵) و «سینمای کلاسیک» (شبکه نمایش)، را بر عهده داشته است.
او به شکلی گزیده با نشریات تخصصی حوزه‌ای سینما و ادبیات نیز فعالیت دارد. برخی از داستان‌های کوتاه او به زبان‌هایی مانند انگلیسی، لهستانی، ترکی استانبولی و کردی ترجمه و در مجلات خارجی منتشر شده‌اند.
تاکنون بیش از ۴۰ عنوان کتاب از مقانلو توسط ناشرانی همچون نیماژ، ققنوس، چشمه، کتابسرای تندیس، مرکز، ثالث، بیدگل، ویدا، بازتاب نگار، پریان، سمت، نشر دیگر و سفیدسار در ایران منتشر شده است. .

## تورهای کتابخوانی شیوا مقانلو

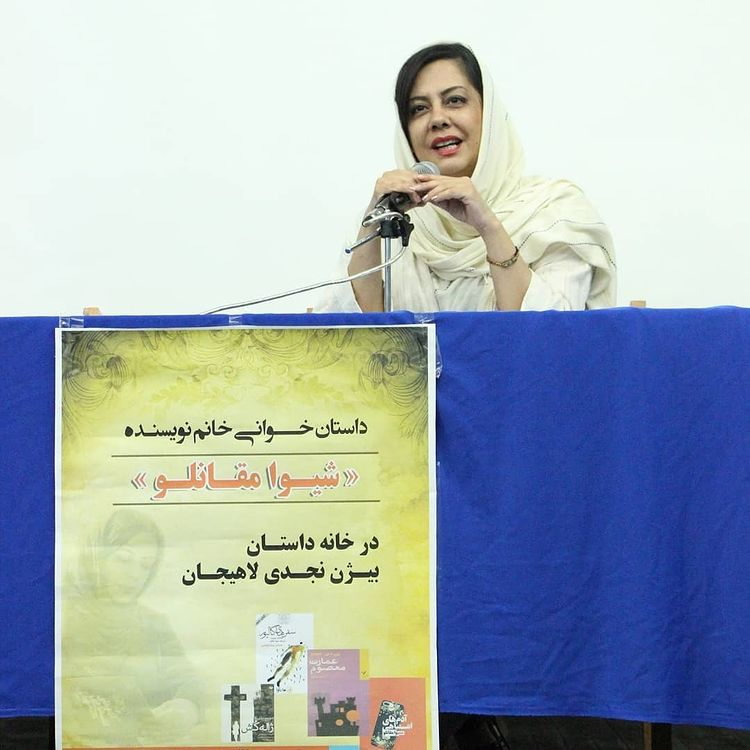
تور کتابخوانی شیوا مقانلو در استان گیلان

شیوا مقانلو بنیان‌گذار و مجری طرح تورهای کتاب‌خوانی در شهرها و استان‌های مختلف ایران است. در قالب این طرح، او به مناطق گوناگون کشور سفر کرده و از طریق ارتباط مستقیم و رودررو با مخاطبان، به دریافت بازخورد، نقدها و نظرات آنان می‌پردازد. همچنین، برگزاری کارگاه‌های آموزشی در حوزه کتاب و کتابخوانی بخش دیگری از فعالیت‌های او در این تورها را تشکیل می‌دهد.

## دبیر مجموعه ادبیات خارجی
شیوا مقانلو در حال حاضر به عنوان دبیر بخش ادبیات خارجی نشر نیماژ، خزان و کنار فعالیت می‌کند.

## اسرار عمارت تابان
کتاب معمایی ماجرایی اسرار عمارت تابان اولین رمان تألیفی شیوا مقانلو است که از سوی نشر نیماژ منتشر شده است.
اسرار عمارت تابان داستانی پرکشش و درعین‌حال مملو از ظرافت‌های تصویری و تدوینی است. در عین سرشار بودن قصه از مفاهیم روانشناختی و شخصیت‌شناختی، قصه کاملاً سینمایی و سکانس به سکانس پیش می‌رود و در هر سکانس زاویهٔ دید روایت مدام تغییر می‌کند و نهایتاً می‌توان گفت روایت رمان پیش از آنکه فیلمنامه‌اش نوشته‌شود، به‌طور کامل و جزءبه‌جزء دکوپاژ شده است.
حق فروش و پخش جهانی این رمان برای تمام زبان‌ها در اختیار آژانس ادبی معتبر و ایتالیایی بنیچی قرار گرفته است.

### آثار تألیفی
- کتاب هول، مجموعه‌داستان؛ تهران: نشر چشمه، ۱۳۸۳، ۱۰۰ صفحه. شابک: ۹۷۸-۹۶۴-۳۶۲-۲۰۰-۲.[۹]
- آن‌ها کم از ماهی‌ها نداشتند، مجموعه‌داستان؛ تهران: نشر ثالث، ۱۳۹۲، ۲۰۴ صفحه. شابک: ۹۷۸-۶۰۰-۱۵۲-۰۴۹-۵. برندهٔ دیپلم افتخار جایزه مهرگان ادب.[۱۰]
- آدم‌های اشتباهی، مجموعه‌داستان؛ تهران: نشر نیماژ، ۱۳۹۵، ۱۹۶ صفحه. شابک: ۹۷۸-۶۰۰-۳۶۷-۳۱۹-۹.[۱۱]
- فانوس دریایی، مجموعه‌داستان مصور؛ تهران: نشر چشمه، ۱۳۹۶، ۹۰ صفحه. شابک: ۹۷۸-۶۰۰-۲۲۹-۸۳۴-۸.[۱۲]
- اسرار عمارت تابان، رمان معمایی؛ تهران: نشر نیماژ، ۱۳۹۹، ۳۵۲ صفحه. شابک: ۹۷۸-۶۰۰-۳۶۷-۷۸۴-۵.[۱۳]
- تابان، برج استخوان، رمان معمایی؛ تهران: نشر نیماژ، ۱۴۰۱، ۳۵۸ صفحه. شابک: ۹۷۸-۶۰۰-۳۶۷-۸۰۴-۰.[۱۴]
- تابان، مرز آسمان، رمان معمایی–جنایی؛ تهران: نشر نیماژ، ۱۴۰۳، ۳۶۸ صفحه. شابک: ۹۷۸-۶۰۰-۳۶۷-۰۱۴-۳.[۱۵]

## ترجمه
- آدم ماهی، کوبو آبه، نشر نیماژ[۱۶]
- کلارا و خورشید، کازوئو ایشی گورو، نشر نیماژ[۱۷]
- اول شخص مفرد، هاروکی موراکامی، نشر نیماژ[۱۸]
- گمشده در شهر بازی، جان بارت، نشر نیماژ[۱۹]
- آشنایی با همینگوی، پل استراترن، نشر مرکز[۲۰]
- آشنایی با دی اچ لارنس، پل استراترن، نشر مرکز[۲۱]
- زن تسخیرشده، دونالد بارتلمی، نشر مرکز (چاپ دوم: نشر چشمه)[۲۲]
- روی پله‌های کنسرواتوار، دونالد بارتلمی، انتشارات افق[۲۳]
- جانشین، استیون کینگ، انتشارات افق[۲۴]
- بونوئلی‌ها، لوئیس بونوئل، نشر چشمه[۲۵]
- جذابیت پنهان بونوئل، گریت وایت، نشر چشمه[۲۶]
- ژاله کش، ادویج دانتیکا، نشر چشمه[۲۷]
- مکالمات فرانسوی، رائول مورتلی، نشر چشمه[۲۸]
- بام تا شام مشاهیر، میسون کوری، کتابسرای تندیس[۲۹]
- عمارت معصوم، پی دی جیمز، کتابسرای تندیس[۳۰]
- نورر شعله، تریسی شوالیه، کتابسرای تندیس[۳۱]
- ستاره‌ها، پل ثرو، کتابسرای تندیس[۳۲]
- پایان هنر، برامان جی کی، ک‍ارن‍ام‍ه، ش ۳۷، ۳۸، (م‍ه‍ر و آب‍ان ۱۳۸۲)[۳۳]
- ژانرهای سینمایی، بری کیت‌گرانت، نشر بیدگل[۳۴]
- از گیم تا فیلم، جاسمین کالی، نشر بیدگل[۳۵]
- زندگی شهری (مجموعه داستان)، دونالد بارتلمی، نشر بازتاب نگار[۳۶]
- اسکندر مقدونی، فاتح جهان، مایکل برگن، نشر ققنوس[۳۷]
- توماس ادیسون، لاری کارلسون، نشر ققنوس[۳۸]
- میگل سروانتس، دان ناردو، نشر ققنوس[۳۹]
- گراردوس مرکاتور، آن هاینریش، نشر ققنوس[۴۰]
- ابریشمی گل برجسته، آن بیتی و دیگران، نشر ققنوس[۴۱]
- اسحاق نیوتن و فیزیک برای کودکان - کری هولیهان - نشر ققنوس[۴۲]
- اسحاق نیوتن و فیزیک برای نوجوانان - کری هولیهان - نشر ققنوس[۴۳]
- توماس ادیسون: زندگی و نظریاتش همراه با ۲۱ فعالیت و سرگرمی، لاری کارلسون، نشر ققنوس[۴۴]
- میکل آنژ، باربارا سامرویل و پل باروسکی، نشر ققنوس[۴۵]
- سفرهای گالیور، جاناتان سوئیفت نشر ثالث[۴۶]
- زیبای سیاه - آنا سِوِل - نشر ثالث[۴۷]
- سفر به مرکز زمین - ژول ورن -نشر ثالث[۴۸]
- دومین وحشت - آر. آل. اشتاین - نشر ویدا[۴۹]
- کابوس‌ها - آر. آل. اشتاین - نشر ویدا[۵۰]
- سی و نه پله، جان بوکان، نشر یارمند[۵۱]
- افسانه اسلیپی هالو - واشینگتن ایروینگ - انتشارات پریان[۵۲]
- تئاتر خیمه شب بازی، هاینریش فون کلایست، نمایش ش ۱۱۳ و ۱۱۴[۵۳]
- سه فیلم نامه: شمعون صحرا، فرشته مرگ، نازارین، لوئیس بونویل، انتشارات دیگر[۵۴]
- مبانی مطالعات سینمایی، امی ویلاریو، انتشارات سمت[۵۵]
- ارواح قصه می‌گویند(منتخبی از بهترین داستان‌های کوتاه کلاسیک ارواح)، نشر نیماژ (گردآورنده و سرپرست ترجمه)[۵۶]
- ارواح قصه می‌گویند(منتخبی از بهترین داستان‌های کوتاه کلاسیک ارواح)، نشر یارمند (گردآورنده)[۵۶]
- این قصه قد می‌کشد- گفگو با شیوا مقانلو در مورد دود مقدس - کتاب هفته[۵۷]
- رازی که پنهان کردی، تام فرانکلین، نشر کنار (دبیر مجموعه)[۵۸]
- پیمان جاویدان، مجموعه‌ای از نویسندگان، نشر پانیدا (ویراستار)[۵۹]

## ترجمه آثار به زبان‌های دیگر
شماری از آثار شیوا مقانلو به زبان‌های دیگر ترجمه شده است. از جمله:
- مجموعه داستان کوتاه «یک رؤیای شرقی»، ترجمه شیما الهی، انتشار به زبان انگلیسی[۶۰]
- داستان «سیگارکشان» در مجموعه داستان مرثیه الهوا، ترجمه حسین طرفی علوی، انتشار به زبان عربی[۶۱]
- داستان «ماه و پلنگ» در مجله معتبر ادبی ایست لیت، ترجمه شیما الهی، انتشار به زبان انگلیسی[۶۲]
- حق فروش و پخش جهانی رمان اسرار عمارت تابان برای تمام زبان‌ها در اختیار آژانس ادبی معتبر و ایتالیایی بنیچی قرار گرفته است.[۸]

## مجموعه برترین فیلم‌نامه‌های سینمای جهان انتشارات سفیدسار

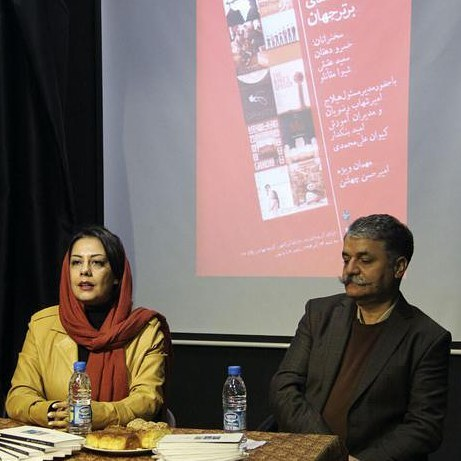
رونمایی برترین فیلم نامه‌های سینمای جهان در مدرسه سینمایی هیلاج سال ۱۳۹۴

شیوا مقانلو بخشی از شهرت خود را مدیون سرپرستی و مدیریت پروژه‌های بزرگ ادبی و سینمایی است. یکی از این پروژه‌ها، مجموعهٔ «برترین فیلم‌نامه‌های سینمای جهان» است که با همکاری انتشارات سفیدسار و گروهی از فارغ‌التحصیلان رشته‌های سینما و تئاتر منتشر می‌شود. هدف این مجموعه، معرفی مهم‌ترین فیلم‌نامه‌های تاریخ سینما در ژانرهای مختلف به مخاطبان فارسی‌زبان است.
این مجموعه مورد تحسین کانون فیلم‌نامه‌نویسان خانهٔ سینمای ایران قرار گرفته است. ترجمه تعدادی از فیلمنامه‌های الگوئی از عالی‌ترین فیلم‌های تاریخی، علمی تخیلی، فانتزی، جنگی و رمانس همراه با مشخصات آن فیلم‌ها و نیز نقد و تحلیل فیلمنامه مربوط در هر کتاب است. تاکنون چندین مجلد از این مجموعه منتشر شده است
- آغاز، کریستوفر نولان، نشر سفیدسار (ویراستار و سرپرست مجموعه)[۶۵]
- بازیگر، میشل آزاناویسوس، نشر سفیدسار (ویراستار و سرپرست مجموعه)[۶۶]
- اوت اوسیج کانتی، مدرسه فیلم‌سازی و پژوهش‌های سینمایی هیلاج (ویراستار و سرپرست مجموعه)[۶۷]
- افشاگری، جاش سینگر و تام مک‌کارتی، نشر سفیدسار (ویراستار و سرپرست مجموعه)[۶۸]
- پاندای کونگ فوکار، جاناتان ایبل و گلن برگر، نشر سفیدسار (ویراستار و سرپرست مجموعه)[۶۹]
- پرندگان «بر اساس داستانی از دافنه دوموریه»، اون هانتر، نشر سفیدسار (ویراستار و سرپرست مجموعه)[۷۰]
- پسرانگی، ریچارد لینکلیتر، نشر سفیدسار (ویراستار و سرپرست مجموعه)[۷۱]
- جاذبه یک تعلیق فضایی، آلفونسو کوئرون و دیگران، نشر سفیدسار (ویراستار و سرپرست مجموعه)[۷۲][۷۳]
- سخنرانی پادشاه، دیوید سیدلر، نشر سفیدسار (ویراستار و سرپرست مجموعه)[۷۳]
- کازابلانکا، ژولیوس جی اشتاین و همکاران، نشر سفیدسار (ویراستار و سرپرست مجموعه)[۷۴]
- میلیونر زاغه‌نشین، سیمون بوفوی، نشر سفیدسار (ویراستار و سرپرست مجموعه)[۷۵]
- نیمه شب در پاریس، وودی آلن، نشر سفیدسار (ویراستار و سرپرست مجموعه)[۷۶]
- هتل بزرگ بوداپست، وس اندرسون و همکاران، نشر سفیدسار (ویراستار و سرپرست مجموعه)[۷۷]
- هزارتوی پن، گی یرمو دل تورو، نشر سفیدسار (ویراستار و سرپرست مجموعه)[۷۸]
- همشهری کین، اورسون ولز و همکاران، نشر سفیدسار (ویراستار و سرپرست مجموعه)[۷۹]

## داوری‌ها

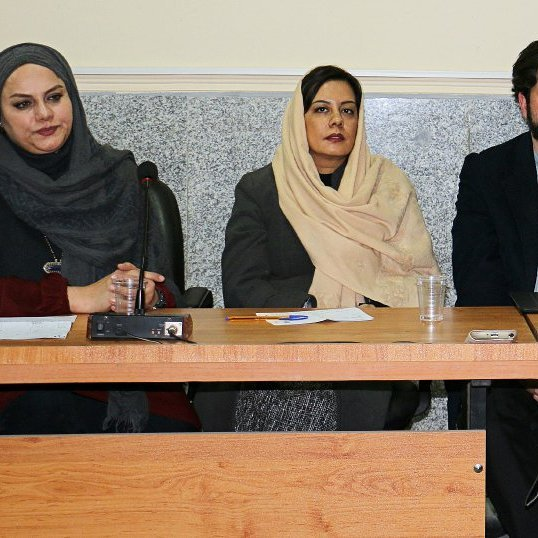
جلسه تحلیل فیلم نفس نرگس آبیار در دانشکده علوم اجتماعی دانشگاه تهران

شیوا مقانلو در جشنواره‌های معتبر داستان، گیم و فیلم متعددی داوری نموده است از جمله:
- داوری ویدئوآرت هفتمین دوره جشنواره «فیلم مستقل خورشید»[۸۰]
- داوری نخستین دوره جشنواره سراسری فیلم مستند کتاب[۸۱]
- داوری نخستین دوره جایزه ادبی «هفت اقلیم» تهران[۸۲]
- داوری هفتمین دوره دوسالانه داستان کوتاه «نارنج» جهرم[۸۳]
- داوری پنجمین دوره جایزه ادبی «سیمرغ» نیشابور[۸۴]
- داوری پنجمین دوره جشنواره شعر و داستان جوانان «ستاره‌های کویر»[۸۵]
- داوری نخستین دوره جشنواره داستان‌های بومی و ایرانی البرز[۸۶]
- داوری دومین دوره جایزه ادبی «داستان جنوب» اهواز[۸۷]
- داوری چهارمین دوره جایزه ادبی «فرشته» تهران[۸۸]
- داوری نخستین دوره جشنواره ملی داستان کوتاه «پرراس»[۸۹]
- داوری چهارمین دوره جشنواره داستان کوتاه «متیل» یاسوج[۹۰]
- و …

وی همچنین در حاشیه جشنواره‌ها اقدام به برگزاری کارگاه‌های آموزشی در شهرهای اسفراین، قشم، بوشهر، زاهدان، یاسوج، خرم‌آباد، سمنان، کاشان، اصفهان و … نموده‌اند که مورد استقبال علاقه مندان قرار گرفته است.

## جوایز و افتخارات

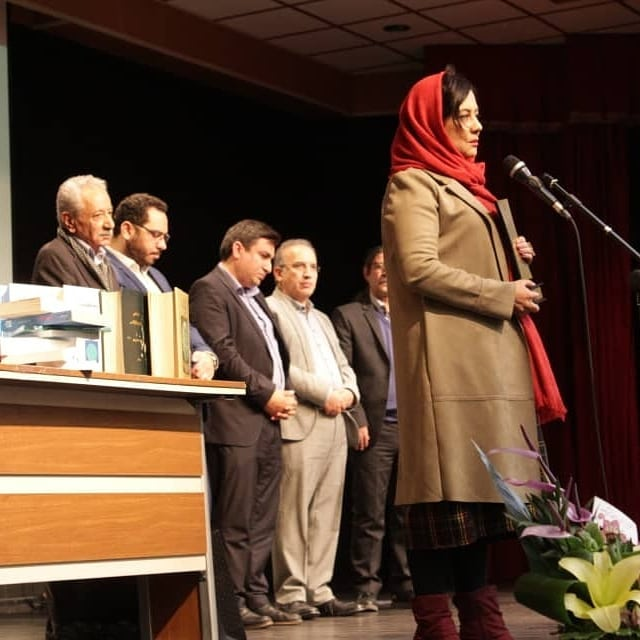
تقدیر از شیوا مقانلو در پنجمین جشن ملی مترجمان ایران

- دریافت لوح تقدیر سیزدهمین و چهاردهمین دوره جایزه ادبی مهرگان به خاطر مجموعه داستان‌کوتاه «آن‌ها کم از ماهی‌ها نداشتند»[۹۱]
- انتخاب به عنوان محبوب‌ترین مترجم زیر پنجاه سال کشور در پنجمین حشن ملی مترجمان ایران.[۹۲]
- برنده لوح تقدیر از پنجمین جشن کانون فیلم‌نامه نویسان ایران به خاطر دبیری و سرویراستاری مجموعه برترین فیلم‌نامه‌های جهان[۹۳]
- نامزد قلم زرین چهارمین جشن کتاب سال سینمای ایران برای ترجمه کتاب ژانرهای سینمایی[۹۴]